# Martin Scorsese
Martin Charles Scorsese (Queens, New York, 17. studenog 1942.) američki je filmski redatelj, scenarist, producent i povjesničar filma. Osnivač je Svjetske filmske zaklade te dobitnik nagrade Američkog filmskog instituta za životno djelo za svoj doprinos filmu te Zlatnog globusa, BAFTA-e i nagrade Ceha američkih redatelja. Scorsese je predsjednik Filmske zaklade, neprofitne organizacije posvećene očuvanju filma i prevenciji propadanja filmskog materijala.
Scorseseovo djelo obrađuje teme kao što su identitet talijanskih Amerikanaca, katolički koncept krivnje i iskupljenja, mačizam i nasilje. Scorsese se smatra jednim od najznačajnijih i najutjecajnijih američkih redatelja svoje generacije, pogotovo zbog režije filmova kao što su Taksist, Razjareni bik i Dobri momci; na sva tri je surađivao s jednim od svojih najvjernijih suradnika, glumcem Robertom De Nirom. Za film Pokojni osvojio je Oscar za najboljeg redatelja te zaradio titulu magistra primijenjenih umjetnosti u filmskoj režiji na Tisch School of the Arts.

## Rani život
Martin Scorsese rođen je u New York Cityju. Njegov otac, Luciano Charles Scorsese (1913. – 1993.), i majka, Catherine Scorsese (1912. – 1997.), radili su u njujorškoj tvornici odjeće. Kao dječaka roditelji su ga često vodili u kino; u tom je razdoblju svog života razvio svoju strast za film. U ranoj dobi opsjednut povijesnim spektaklima, čini se kako su bar dva filma tog žanra, Zemlja faraona (1955.), i El Cid (1961.), ostavili snažan i trajan utjecaj na njegovu filmsku tehniku. Kasnije se prisjetio tog utjecaja u dokumentarcu o talijanskom neorealizmu te komentirao kako su ga Kradljivci bicikla zajedno s filmovima Paisà, Rim, otvoreni grad inspirirali te kako je to utjecalo na njegov pogled i prikaz njegova sicilijanskog nasljeđa. U svojem dokumentarcu, Moje putovanje u Italiju, Scorsese je istaknuo da je sicilijanska epizoda Paise Roberta Rossellinija kao prvo što je vidio na televiziji zajedno sa svojim rođacima, koji su sami bili sicilijanski doseljenici, izvršilo veliki utjecaj na njegov život. Kao još jedan veliki utjecaj na svoju karijeru naveo je indijski neorealizam redatelja Satyajita Raya. Njegova prvotna želja da postane svećenik dok je pohađao Cardinal Hayes High School u Bronxu, zamijenjena je ono za film - sjemenište je zamijenio za Njujoršku školu filma, gdje je 1969. stekao magisterij.

## Karijera

### Rana karijera
Iako je Vijetnamski rat počeo u to vrijeme, Scorsese je uspio izbjeći vojnu službu. Pohađao je filmsku školu u sklopu njujorškog sveučilišta, snimajući kratkometražne filmove Što tako lijepa djevojka radi na ovakvom mjestu? (1963.) i Nisi samo ti, Murray! (1964.). Njegov najpoznatiji kratki film iz ovog perioda bio je crnohumorni The Big Shave (1967.), u kojem se nepoznati čovjek brije sve dok ne počne obilno krvariti, režući vlastiti vrat britvicom. Film je bio svojevrsna optužba američke vojne intervencije u Vijetnamu, a alternativni naziv filma bio je Viet '67.
Iste godine, Scorsese je snimio svoj prvi dugometražni film, crno-bijeli Tko to kuca na moja vrata, s kolegom studentom, glumcem Harveyjem Keitelom i montažerkom Thelmom Schoonmaker, s kojima će dugo i uspješno surađivati. Film je bio preteča kasnije snimljenog filma Ulice zla. Iako nedovoljno razvijen, već je tada bio evidentan "Scorseseov stil": osjećaj za ulični život talijanskih Amerikanaca, dinamična montaža, eklektična rock glazba za film i problematični muški protagonist.

### 1970-e
Početkom desetljeća postaje prijatelj i znanac s takozvanim "filmskim balavcima" sedamdesetih: Francisom Ford Coppolom, Brianom De Palmom, Georgeom Lucasom i Stevenom Spielbergom. De Palma ga je upoznao s glumcem Robertom De Nirom, koji mu postaje veliki prijatelj i suradnik na mnogim projektima. Tijekom ovog perioda radio je kao jedan od montažera na filmu Woodstock i upoznao glumca i redatelja Johna Cassavetesa, koji će mu također postati veliki prijatelj i mentor.

#### Ulice zla
Scorsese je 1972. snimio gangsterski film Boxcar Bertha, radnjom smješten u doba Velike depresije, za producenta B-filmova Rogera Cormana, koji je lansirao karijere redatelja kao što su Francis Ford Coppola, James Cameron i John Sayles. Iako je smatran manje vrijednim djelom, nedvojbeno je naučio Scorsesea kako snimiti film jeftino i brzo, te ga pripremio za prvi film s De Nirom, Ulice zla.
Ulice zla je bio film koji se pokazao kao prekretnica u karijerama za Scorsesea, De Nira i Keitela. Sad se već dobro osjetio Scorseseov rukopis: macho držanje, krvavo nasilje, katolički osjećaj krivnje i iskupljenje, dinamična montaža i rock glazba za film. Iako je film bio inovativan, njegova napeta atmosfera, skoro pa dokumentaristički stil i "ulična" režija najviše su dugovali redateljima Cassavetesu i ranom Jean-Luc Godardu.
Godine 1974. glumica Ellen Burstyn izbabrala je Scorsesea da režira film Alice više ne stanuje ovdje, za koji je dobila Oscar za najbolju glumicu. Iako dobro prihvaćen, film ostaje anomalija u redateljevoj ranoj karijeri jer se fokusira na središnji ženski lik. Vrativši se u Malu Italiju kako bi istražio svoje etničke korijene, Scorsese je snimio Italianamerican, dokumentarac u kojem su se pojavili i njegovi roditelji, Charles i Catherine Scorsese.

#### Taksist
Dvije godine poslije, 1976., Scorsese je šokirao kino publiku diljem svijeta kad je režirao kultnog Taksista, mračni i nasilni prikaz čovjeka koji lagano tone u ludilo u paklenoj viziji Manhattana.
Film je važan iz niza razloga. Prije svega, Scorsese je s njim stekao reputaciju kompletnog redatelja koji djeluje na visokoj razini zajedno sa snimateljem Michaelom Chapmanom čiji stil teži izrazitim kontrastima, snažnim bojama i složenim pokretima kamere. Osim toga, bila je to izvedba prekretnica Roberta De Nira u ulozi poremećenog i psihotičnog Travisa Bicklea, te je isti trenutak film postao jedan od najlegendarnijih filmskih prekretnica. U filmu su nastupili i Jodie Foster u izrazito kontroverznoj ulozi maloljetne prostitutke, te Harvey Keitel kao njezin svodnik, Matthew ili "Sport."
Taksist je označio i početak suradnje sa scenaristom Paulom Schraderom. Film dijeli tematske veze s radom francuskog redatelja Roberta Bressona, ponajviše s filmom Pickpocket (u smislu "dnevnika" osamljenika i opsjednutog čovjeka koji traži iskupljenje). Scenarist/redatelj Schrader često se vraćao Bressonovim radovima u svojim filmovima kao što su Američki žigolo i Light Sleeper i u Scorseseovom kasnijem filmu, Između života i smrti.
Kontroverzan od samog objavljivanja, Taksist se našao na naslovnicama ponovno pet godina kasnije, kad je John Hinckley Jr. pokušao ubiti tadašnjeg predsjednika Ronalda Reagana. Nekoliko puta se opravdavao svojom opsesijom likom Jodie Foster (u filmu, lik kojeg glumi De Niro, Travis Bickle, pokušava ubiti senatora).
Taksist je osvojio Zlatnu palmu na Filmskom festivalu u Cannesu, te zaradio četiri nominacije za Oscara, uključujući onu za najbolji film, međutim nije osvojio nijednu nagradu.
Scorseseu je nakon toga ponuđena uloga Charlesa Mansona u filmu Helter Skelter i epizodna uloga u ratnom filmu Velika prva divizija, ali je odbio obje ponude. Međutim, prihvatio je ulogu gangstera u filmu Cannonball redatelja Paula Bartela. U to se vrijeme govorilo i o nekoliko nikad snimljenih redateljskih projekata kao što su Haunted Summer, o Mary Shelley i film s Marlonom Brandom o masakru nad Indijancima kod Wounded Kneeja.

#### New York, New YorkiPosljednji valcer
Kritički uspjeh Taksista ohrabrio je Scorsesea da krene sa svojim prvim visokobudžetnim projektom: raskošnim mjuziklom New York, New York. Počast Scorseseovom rodnom gradu i klasičnim holivudskim mjuziklima bio je veliki neuspjeh na box-officeu i kod kritike.
New York, New York je bila treća redateljeva suradnja s Robertom De Nirom, uz kojeg je nastupila Liza Minnelli (počast i aluzija na njenog oca, legendarnog redatelja mjuzikala Vincentea Minnellija). Unatoč vizualnoj raskoši i stilskim bravurama, mnogi kritičari zamjerili su filmu na dosta olovnoj studijskoj atmosferi u odnosu na ranije Scorseseove projekte. Gledano s današnjeg stajališta, film ostaje jedna od redateljevih ranih studija muške paranoje i nesigurnosti (koja dijeli dosta toga s njegovim drugim filmovima kao što su Ulice zla, Taksist, Razjareni bik i Pokojni).
Razočaravajući prijem filma bacio je Scorsesea u depresiju. Do tada je već postao ozbiljan ovisnik o kokainu. Međutim, našao je dosta kreativne snage da snimi visoko cijenjeni Posljednji valcer, dokumentirajući posljednji koncert grupe The Band. Koncert je održan u dvorani Winterland u San Franciscu, a na njemu je nastupila jedna od najširih postava poznatih glazbenika koji su gostovali na jednom koncertu kao što su Eric Clapton, Neil Young, Neil Diamond, Ringo Starr, Muddy Waters, Joni Mitchell, Bob Dylan, Paul Butterfield, Ronnie Wood i Van Morrison. Međutim, Scorseseve obveze drugim projektima odgodile su izlazak filma sve do 1978.
Još se jedan Scorseseov dokumentarac pojavio 1978., nazvan American Boy, s fokusom na Stevena Princea, drskog prodavača oružja koji se pojavio u Taksistu. Slijedio je period divljih tuluma, koji su naštetili ionako slabom Scorseseovu zdravlju.

### 1980-e

#### Razjareni bik
Prema mnogim izvorima (uključujući Scorsesea), Robert De Niro praktično mu je spasio život kad ga je uvjerio da se mora skinuti s kokaina da bi mogao snimiti, za većinu svoj najbolji film, Razjareni bik (1980.). Uvjeren da više neće snimiti nijedan drugi film, usmjerio je svu energiju u stvaranje nasilne priče o boksačkom prvaku u srednje teškoj kategoriji, Jakeu La Motti, nazivajući to "kamikaza metodom" snimanja filma. Film je posvuda smatran remek-djelom te je u glasovanju engleskog prestižnog magatina Sight & Sound proglašen najboljim filmom osamdesetih. Zaradio je osam nominacija za Oscara, uključujući onu za najbolji film, najboljeg glumca Roberta De Nira i prvu Scorseseovu za najboljeg redatelja. De Niro je osvojio, kao i Thelma Schoonmaker za montažu, ali Oscar za najboljeg redatelja otišao je Robertu Redfordu za Obične ljude.
Razjareni bik, snimljen u izrazito kontrastnoj crno-bijeloj tehnici, označio je trenutak kad je Scorseseov stil dosegao svoj zenit: Taksist i New York, New York rabili su elemente ekspresionizma kako bi naglasili psihologiju, ali ovdje je stil doveden do novih ekstrema, uvodeći duge usporene snimke, kompleksne snimke, ekstravagantno iskrivljenje perspektive (primjerice veličina boksačkog ringa mijenja se iz borbe u borbu). Tematski također jer su teme prenesene iz Ulica zla i Taksista: nesigurni muškarci, nasilje, krivnja i iskupljenje.
Iako je scenarij za Razjarenog bika pripisan Paulu Schraderu i Mardiku Martinu, konačni scenarij dosta se razlikovao od Schraderove originalne verzije. Nekoliko puta su ga prepravljali pisci kao što je Jay Cocks (koji je surađivao na pisanju scenarija za kasnije Scorseseove filmove Doba nevinosti i Bande New Yorka). Veći dio završne verzije napisali su Scorsese i Robert De Niro.

#### Kralj komedije
Scorseseov sljedeći projekt bila je peta suradnja s Robertom De Nirom, Kralj komedije (1983.). Bila je to apsurdna satira svijeta medija i zvijezda, odstupanje od emocionalno intenzivnih filmova s kojima je najčešće dovođen u vezu. Vizualno je bio mnogo manje pokretljiv za razliku od stila koji je redatelj postigao do tada, često upotrebljavajući statičnu kameru i duge snimke. Ekspresionizam iz njegovih prijašnjih radova ustupio je mjesto gotovo totalnom nadrealizmu. Međutim, bio je to očito Scorseseov rad i odmak od New Yorka. Zaradio je mnoge usporedbe s Taksistom, najviše zato što se bavi nezadovoljnim samcem koji ironično zarađuje status ikone nakon kriminalnog čina (ubojstva i otmice).
Kralj komedije nije najbolje prošao u kinima, ali je dobio dobre ocjene kod kritičara u godinama nakon objavljivanja. Možda je tematika o ispraznom šoubiznisu i opsjednutošću zvijezdama mnogo aktualnija za današnje prilike nego za doba kad je film objavljen.
1983. je Scorsese počeo raditi na dugo pripremanom projektu, Posljednje Kristovo iskušenje. Film je trebao financirati Paramount Studios, ali neposredno prije početka snimanja, studio je odustao od projekta pod pritiskom religijskih skupina. U ovoj nedovršenoj verziji iz 1983., Isusa je trebao glumiti Aidan Quinn, Poncija Pilata Sting. (U verziji iz 1988., ove uloge odigrali su Willem Dafoe i David Bowie).

#### U sitne sate
Nakon kolapsa ovog projekta Scorsese je opet osjetio da mu se karijera nalazi na kritičnoj točki. Primijetio je da u komercijalnom svijetu osamdesetih visoko stilizirani i osobni filmovi iz sedamdesetih, na kojima su on i drugi izgradili svoje karijere, nisu više uživali isti status, te se odlučio na gotovo potpuno novi pristup svom radu. S filmom U sitne sate (1985.) vratio se na gotovo "underground" stil snimanja filmova - njegov način da ostane živ. Sniman s vrlo malim budžetom, na lokaciji i noću u Sohou, film je crna komedija o jednoj nesretnoj noći u životu prijaznog njujorškog službenika (Griffin Dunne). Iako stilska anomalija za Scorsesea, film se dobro uklopio s popularnim niskobudžetnim "kult" filmovima osamdesetih, kao što su Divlja djevojka Jonathana Demmea i Repo Man Alexa Coxa.

#### Boja novca
Zajedno s spotom Michaela Jacksona za pjesmu "Bad", Scorsese je 1986. snimio Boju novca, nastavak cijenjenog filma Hazarder s Paulom Newmanom iz 1961. Iako vizualno dopadljiv, Boja novca bio je prvi Scorseseov izlet u snimanje komercijalnih mainstream filmova. Paul Newman je osvojio Oscara za najboljeg glumca, a Scorsese je konačno osigurao financije za svoj dugo pripremani projekt: Posljednje Kristovo iskušenje.

#### Posljednje Kristovo iskušenje
Nakon koketiranja s komercijalnim Hollywoodom sredinom osamdesetih, Scorsese se 1988. vratio snimanju više osobnih filmova sa scenarijem Paula Schradera za Posljednje Kristovo iskušenje. Temeljen na kontroverznoj knjizi Nikosa Kazantzakisa iz 1951., film prepričava priču o Isusovu životu na humaniji način za razliku od dotadašnjeg prikazivanja Isusa kao božanstva. I prije samog objavljivanja film je izazvao masovni bijes, demonstracije diljem svijeta protiv navodnog bogohuljenja te tako od niskobudžetnog filma postao medijska senzacija. Najviše kontroverzi odnosilo se na kraj filma u kojem Krist na križu pod utjecajem Sotone halucinira kako je oženio Mariju Magdalenu i podigao obitelj.
Prevladavši kontroverze, Posljednje Kristovo iskušenje zaradio je dobre kritike i ostao važan dio Scorseseova rada. Zaradio je drugu nominaciju za najboljeg redatelja, ali i ovaj put neuspješno. Oscar je otišao Barryju Levinsonu za Kišnog čovjeka.

### 1990-e

#### Dobri momci
Nakon desetljeća manje-više uspješnih komercijalnih rezultata, mafijaški ep Dobri momci iz 1990. bio je povratak u formu za Scorsesea i njegov vizualno najvjerodostojniji film još od Razjarenog bika. Vrativši se Maloj Italiji, De Niru i Joeu Pesciju, Dobri momci su ponudili virtuozan prikaz redateljeve vještine i ponovno ga etablirali kao jednog od vodećih redatelja u Hollywoodu. Film se smatra jednim od redateljevih najvećih postignuća.
Međutim, Dobri momci su označili pomak u redateljevu radu, inaugurirajući eru u njegovoj karijeri koja je tehnički bila potpuna, ali neki su prigovarali da je bila i emocionalno hladna. Unatoč tome, mnogi su vidjeli film kao Scorseseov arhetip – najviše dostignuće u njegovim redateljskim vještinama.
Scorsese je zaradio svoju treću nominaciju za najboljeg redatelja, ali je opet izgubio, ovaj put od Kevina Costnera (koji je režirao svoj prvi film Ples s vukovima). Osim toga, Joe Pesci je dobio Oscar za najboljeg sporednog glumca.
1990. se pojavio u cameo ulozi kao Vincent van Gogh u filmu Snovi legendarnog japanskog redatelja Akire Kurosave.

#### Rt straha
1991. je donijela Rt straha, obrada istoimenog kultnog filma iz 1962., i sedmu suradnju s De Nirom. Bio je to još jedan izlet u mainstream, film je stilizirao Grand Guignol obilno preuzimajući atmosferu filma Alfreda Hitchcocka i Charlesa Laughtona Noć lovca iz 1955. Rt straha zaradio je podijeljene kritike, a prigovarano mu je zbog ženomrzačkih scena nasilja. Međutim, mračna tema filma dala je Scorseseu priliku da iskoristi niz blistavih vizualnih trikova i efekata. Film je zaradio dvije nominacije za Oscara. Zaradivši osamdeset milijuna dolara samo u Americi, ostat će najveći Scorseseov komercijalni uspjeh sve do filma Pokojni iz 2006.

#### Doba nevinosti
Raskošno namješteni film Doba nevinosti (1993.) bio je neobičan projekt za Scorsesea jer je morao adaptirati roman Edith Wharton o konzervativnom visokom društvu New Yorka u kasnom 19. stoljeću. Kritičari su pisali hvalospjeve o filmu, ali je podbacio u kinima. Kako je u dokumentarcu Scorsese on Scorsese naglasio montažer/intervjuer Ian Christie, Scorsese je bio privučen likovima i pričom Whartonina teksta te je htio da njegov film bude emocionalno iskustvo kao što je to njemu bila knjiga, a ne klasična adaptacija književnog djela. Kako bi to postigao, Scorsese je tražio inspiraciju iz različitih povijesnih filmova koji su ostvarili emocionalni utisak na njega. U Scorsese on Scorsese, on navodi utjecaje filmova kao što su Senso i Gepard Luchina Viscontija kao i Veličanstveni Ambersonovi Orsona Wellesa te La Prise de Pouvoir par Louis XIV Roberta Rossellinija. Iako se Doba nevinosti od ovih filmova prvenstveno razlikovalo u pogledu naracije, priče i tematike, prisutnost izgubljenog društva, izgubljenih vrijednosti kao i detaljiziranih oživljavanja društvenih običaja i rituala nastavljaju tradiciju ovih filmova.
Film je na veći odaziv naišao u europskim zemljama, pogotovo u Ujedinjenom Kraljevstvu i Francuskoj, nego u Americi. Film je zaradio pet nominacija za Oscare (uključujući onu za Scorsesea za najbolji adaptirani scenarij), osvojivši onaj za kostimografiju. Ostvario je i značajan utjecaj na redatelje kao što su kineski autor Tian Zhuangzhuang, i britanski redatelj Terence Davies koji su naveli film kao jedan od deset najomiljenijih.
Bila je ovo prva Scorsesova suradnja s Danielom Day-Lewisom, s kojim će opet surađivati na Bandama New Yorka.

#### Casino
Kao i Doba nevinosti, i raskošni Casino iz 1995. je usko fokusiran na povrijeđenog muškarca čiji je dobro organizirani život poremećen dolaskom nepredvidljivih nepogoda. Činjenica da je to bio nasilni gangsterski film oduševila je one Scorseseove obožavatelje koji su se osjećali prevarenima njegovim zadnjim filmom. Kritike, međutim, nisu bile tako jednoglasne. Većina kritičara zamjerila je filmu da je presličan Dobrim momcima. I doista, mnogi su vizualni izrazi i trikovi podsjećali na raniji film, a preneseni su dosta netaktično. Najočitija sličnost bio je lik psihopata kojeg glumi Joe Pesci. Neki su Casino smatrali njegovim najnasilnijim filmom, a neke uvodne scene podsjećale su na dokumentarce. Ipak, film je tehnički bilo izvanredno postignuće, a trajao je skoro tri sata. Sharon Stone nominirana je za Oscara u kategoriji za najbolju glumicu.
U izdanju časopisa Film Comment za siječanj 2000., posvećenom najboljim filmovima devedesetih, Thierry Fremaux iz Instituta Lumière izjavio je: "Najbolji film desetljeća u isto je vrijeme najpodcjenjeniji film desetljeća: Casino", dok je Michael Wilmington Dobre momke i Casino nazvao "Sjajnim kasnim vrhuncima noira".

#### Osobno putovanje Martina Scorsesea kroz američki film
Scorsese je 1995. snimio četverosatni dokumentarac ponudivši iscrpno putovanje kroz američku kinematografiju. Pokrio je eru nijemog filma do 1969., godinu kad je Scorsese počeo svoju profesionalnu karijeru, izjavivši: "Ne bi bilo u redu da komentiram sebe ili svoje suvremenike."

#### Kundun
Ako je Doba nevinosti odvratio i zbunio neke obožavatelje, onda je Kundun (1997.) otišao nekoliko koraka dalje, prikazujući rani život Tenzina Gyatsoa, 14. Dalaj Lame, kinesku invaziju na Tibet i Dalaj lamin progon u Indiju. Tematski odmak nije bio jedini vidljiv u Scorseseovu radu, nego i novi pripovjedački i vizualni pristup. Tradicionalna dramatska sredstva zamijenjena su zadivljujućim slikovitim vizualnim predodžbama.
Film je izazvao uzbunu u uredima svog distributera, Walt Disney Studios Motion Pictures, koji je u to vrijeme planirao ekspanziju na kinesko tržište. Studio je isprva prkosio kineskim vlastima, a onda se distancirao od projekta, ostavljajući Kundun na nemilost tržišta.

#### Između života i smrti
Između života i smrti bio je povratak na domaći teritorij i nova suradnja s redateljom i scenaristom Paulom Schraderom. Ovaj put radilo se o mračnom djelu koje po atmosferi podsjeća na Taksista. Kao i prijašnje suradnje između Scorsesea i Schradera, zadnje scene prikazivale su iskupljenje koje su opet prizvale filmove Roberta Bressona. Kritike su većinom bile pozitivne, iako se nije radilo o apsolutnom priznanju kao kod njegovih drugih filmova.

### 2000-e

#### Bande New Yorka
1999. je Scorsese producirao dokumentarac o talijanskim redateljima nazvan Moje putovanje u Italiju. Dokumentarac je nagovijestio redateljev sljedeći projekt, epske Bande New Yorka (2002.), inspirirane (između ostalog) velikim talijanskim redateljima kao što su Luchino Visconti. Film je u cijelosti sniman u Rimu, u glasovitom filmskom studiju Cinecitta.
Uz budžet za koji se govorilo da je prešao 100 milijuna dolara, Bande New Yorka bio je Scorseseov vjerojatno najveći mainstream projekt. Kao i Doba nevinosti, radnjom je bio smješten u New York 19. stoljeća, iako se fokusirao na ljude s druge strane društvene ljestvice. Produkcija je bila ometana glasinama da se redatelj sukobio sa šefom Miramaxa Harveyjem Weinsteinom. Unatoč demantijima o umjetničkom kompromisu, Bande New Yorka postale su redateljev najkonvencionalniji film. Originalna glazba koju je skladao redoviti Scorseseov suradnik Elmer Bernstein odbijena je potkraj produkcije u zamjenu za onu konvencionalniju Howarda Shorea i mainstream rock glazbenika U2 i Petera Gabriela. Konačna verzija filma trajala je 168 minuta, dok je redateljeva verzija bila duža od tri sata.
Bez ikakve sumnje, središnje teme filma bile su u skladu sa Scorseseovom tradicionalnom problematikom: New York, nasilje kao kulturna posebnost i supkulturne podjele po etničkoj pripadnosti.
Originalno sniman za objavu zimi 2001. (da se natječe za Oscare), Scorsese je odgodio konačnu produkciju filma sve do početka 2002.; studio je neprestano odgađao film sve do izlaska u sezoni Oscara, krajem 2002.
Bande New Yorka donijele su Scorseseu njegov prvi Zlatni globus za najboljeg redatelja. U veljači 2003., film je dobio nekoliko nominacija, među kojima su bile one za najbolji film, redatelja i najboljeg glumca Daniela Day-Lewisa. Bila je to Scorseseova četvrta nominacija za Oscara te su mnogi mislili kako bi konačno mogao pobijediti. Ipak, film nije odnio nijednu nagradu, a Scorseseu je pobjedu odnio Roman Polanski s filmom Pijanist.
2003. je objavljen The Blues, dugi dokumentarac u sedam dijelova o povijesti bluesa od afričkih korijena, preko delte Mississippija i dalje. Sedam filmaša, među kojima su bili Wim Wenders, Clint Eastwood, Mike Figgis i sam Scorsese, snimili su svaki svoj dio filma od po 90 minuta. (Scorseseov dio zvao se Feel Like Going Home).

#### Avijatičar
Scorseseov film Avijatičar (2004.) raskošna je i opsežna priča o redatelju, producentu, ekscentriku, multimilijunašu i pioniru avijacije Howardu Hughesu. Kao i Bande New Yorka, te posebno New York, New York prije toga, film je bio još jedan pokušaj da spoji vlastiti kreativni senzibilitet s konvencijama zlatnog doba Hollywooda. Film je zaradio odlične kritike, iako je manji broj kritičara zamjerio filmu da mu nedostaje nešto "Scorseseova potpisa". Pobrao je uspjeh u kinima diljem svijeta i dobio priznanja od Akademije.
Avijatičar je bio nominiran za šest Zlatnih globusa, uključujući one za najbolju dramu, režiju, scenarij i najboljeg glumca u drami – Leonarda DiCapria. Osvojio je tri, uključujući one za najbolju dramu i glumca u drami. U siječnju 2005., Avijatičar je zaradio najviše nominacija na 77. dodjeli Oscara, čak 11, između kojih i onu za najbolji film. Ostale nominacije su bile gotovo u svim glavnim kategorijama: po peti put Scorsese je nominiran za režiju, a osim njega film je nominiran u kategorijama za najboljeg glumca (Leonardo Di Caprio), najbolju sporednu glumicu (Cate Blanchett) i za najboljeg sporednog glumca (Alan Alda). Iako je bio glavni favorit po broju nominacija, film je dobio svega pet Oscara: za najbolju sporednu glumicu, scenografiju, kostimografiju, montažu i fotografiju. Scorsese je opet izgubio, ovaj put od Clinta Eastwooda za film Djevojka od milijun dolara (koji je proglašen i za najbolji film).

#### No Direction Home
No Direction Home je dokumentarac Martina Scorsesea koji prati život Boba Dylana i njegov utjecaj na popularnu glazbu i kulturu 20. stoljeća. Film ne pokriva cijelu Dylanovu karijeru, nego se fokusira na njezine početke, put do slave u šezdesetima, njegovu kontroverznu transformaciju s akustične gitare na električni zvuk i "povlačenje" s turneje 1966. zbog pada s motocikla. Film je premijerno prikazan u SAD-u i Velikoj Britaniji 26. i 27. rujna 2005. Osvojio je nagradu Peabody.

#### Pokojni
Scorsese se vratio kriminalističkom žanru svojim zadnjim filmom, trileru radnjom smještenom u Boston, Pokojni, temeljen na kriminalističkoj drami Pakleni poslovi iz Hong Konga. Film je opet ujedinio redatelja s Leonardom Di Capriom, glumcem s kojim je već radio na dva projekta. Pokojni su isto tako doveli do suradnje Scorsesea i Jacka Nicholsona.
Pokojni su oduševili kritiku, a neki su tvrdili kako je to jedan od Scorseseovih najboljih radova od filma Dobri momci iz 1990., a neki su ga stavljali u rang s najslavnijim klasicima, Taksistom i Razjarenim bikom. Sa zaradom od oko 130 milijuna dolara samo u Americi, Pokojni su komercijalno dosad najuspješniji Scorseseov film.
Scorseseova režija Pokojnih donijela mu je drugi Zlatni globus za režiju, kao i nagradu kritičara i, konačno, nakon pet neuspješnih nominacija, Oscar za najboljeg redatelja. Tu nagradu mnogi su smatrali kao zaostali dug, a neki kritičari su napisali kako je to Oscar Scorseseu za "životno djelo", ili "Taksist/Razjareni bik/Dobri momci Oscar". Nagradu su mu uručili dugogodišnji prijatelji i kolege Steven Spielberg, Francis Ford Coppola i George Lucas, svi članovi generacije Novog Hollywooda. Akademija je reagirala na Scorseseov uspjeh zaglušujućim ovacijama. Pokojni su osvojili i Oscara za najbolji film 2006. godine, najbolje adaptirani scenarij i najbolju montažu dugogodišnje Scorseseove montažerke Thelme Schoonmaker. Bio joj je to treći Oscar za neki Scorseseov film.

#### Vječni sjaj
Vječni sjaj je dokumentarac koji opisuje karijeru rock sastava The Rolling Stones. Film uključuje i snimke s nedavno završene turneje A Bigger Bang iz 2006.
Scorsese je snimao Stonese dvije noći u New York City's Beacon Theatreu, 29. listopada i 1. studenog 2006. Materijal s ta dva koncerta iskombiniran je sa snimkama iza kulisa, povijesnim isječcima i intervjuima s bendom.

## Redateljevi zaštitni znakovi
- Često za svoje filmove angažira Roberta De Nira, Harveya Keitela, Joe Pescija, svoju majku Catherine Scorsese prije njezine smrti 1997., a u nekoliko posljednjih godina, i Leonarda Di Caprija.
- Često radi s montažerkom Thelmom Schoonmaker.
- Često radi sa snimateljima Michaelom Ballhausom i Robertom Richardsonom.
- Počinje filmove sa segmentima uzetima iz sredine ili s kraja priče. Primjeri su Razjareni bik (1980.),[46] Dobri momci (1990.),[47] Casino (1995.)[48] i Posljednji valcer[49] (u kojem je prva izvedena pjesma zapravo bis s koncerta).
- Često koristi usporene snimke, npr. u Ulicama zla, Taksistu  i Razjarenom biku.[50]
- Glavni junaci u njegovim filmovima često su sociopati i/ili žele postati prihvaćeni u društvu.[51]
- Plavuše u naslovnim ulogama obično se u očima glavnog junaka smatraju anđelima i božanstvenima; nose bijelo u svojoj prvoj sceni te su snimane usporenom snimkom (Cybill Sheperd u Taksistu, Cathy Moriarty nosi bikini u Razjarenom biku, Sharon Stone nosi bijelu minicu u Casinu).[52]
- Često koristi duge prateće kadrove.[53]
- Koristi montažne sekvence s agresivnim pokretima kamere i dinamičnom montažom, uz popularnu glazbu.
- Često surađuje sa skladateljom Elmerom Bernsteinom i, puno češće, s Howardom Shoreom.
- Prije njihove smrti, angažirao je svoje roditelje, Charlesa i Catherine, za manje uloge, slučajne prolaznike ili sporedne uloge.
- Nekad se sam pojavljuje nakratko u svojim filmovima (Ulice zla, Taksist, Kralj komedije, U sitne sate, Posljednje Kristovo iskušenje (u kojem je skriven pod kapuljačom), Doba nevinosti, Bande New Yorka). Osim toga, često koristi vlastiti glas u filmovima bez osobnog pojavljivanja ili pripovijeda priču u Ulicama zla i Boji novca, a u Razjarenom biku pojavljuje se u svlačionici u zadnjoj sceni filma. U filmu Između života i smrti posudio je glas dispečeru hitne pomoći koji se u filmu ne vidi.
- Često koristi glazbu The Rolling Stonesa, a pogotovo pjesmu "Gimme Shelter".
- Kao mjesto radnje često koristi New York, npr. u filmovima Bande New Yorka, Taksist, Doba nevinosti, U sitne sate i New York, New York.[54]
- Nekad koristi kružni efekt iz filmova o Jamesu Bondu kako bi istaknuo likove. Ovaj efekt može se vidjeti u Casinu (Sharon Stone) i u Pokojnima (Matt Damon).
- U mnogim njegovim filmovima nalaze se aluzije na film Shane (1953.).
- Često je izjavljivao kako misli da su najbolje uloge Roberta De Nira pod njegovom redateljskom palicom bile one Jakea La Motte u Razjarenom biku ili Jimmyja Conwaya u Dobrim momcima.
- U zadnje vrijeme, u njegovim filmovima se pojavljuju korumpirani likovi, kao što su policajci u Pokojnima i Bandama New Yorka[55] i političari u Bandama New Yorka[56] i Avijatičaru.[57]

## Scorseseov krug
Scorsese je bio poznat po angažiranju istih glumaca u svojim filmovima, posebno Roberta De Nira, koji je surađivao s njim na 10 filmova. Scorsese je često govorio kako je najbolja De Nirova izvedba pod njegovom režijom bila u Kralju komedije u ulozi Ruperta Pupkina. Osim toga, u njegovim filmovima često su se pojavljivali i Harvey Keitel (6), Joe Pesci (4), Frank Vincent (3) te Leonardo DiCaprio (4, uključujući najnoviju suradnju). Prije njihove smrti, u manjim ulogama su se pojavljivali i Scorseseovi roditelji, Charles i Catherine.
Od svoje ekipe, Scorsese je često radio s montažerkom Thelmom Schoonmaker, snimateljima Michaelom Ballhausom i Robertom Richardsonom, kostimografkinjom Sandy Powell, scenografom Danteom Ferrettijem i skladateljima Elmerom Bernsteinom i Howardom Shoreom. Schoonmaker, Richardson, Powell i Ferretti su osvojili Oscare u svojim kategorijama za njihove suradnje sa Scorseseom. Elaine i Saul Bass, od kojih je potonji bio Hitchcockov dizajner špice, dizajnirali su uvodnu špicu za Dobre momke, Doba nevinosti, Casino i Rt straha.

## Privatni život
Scorsese je od 1999. u braku s Helen Morris; ona mu je peta žena. Imaju kćer, Francescu, koja se pojavila u Pokojnima i Avijatičaru. Iz prvog braka s Laraine Brennan ima kćer Catherine, a iz drugog braka s Juliom Cameron ima kćer glumicu Domenicu Cameron-Scorsese. Scorsese je od 1979. do 1983. bio u braku s Isabellom Rossellini. 1985. je oženio producenticu Barbaru De Finu; i njihov je brak završio razvodom.

## Filmografija

### Kao redatelj
| Godina | Film                                             |
| ------ | ------------------------------------------------ |
| 1963.  | Što tako lijepa djevojka radi na ovakvom mjestu? |
| 1964.  | Nisi samo ti, Murray!                            |
| 1967.  | The Big Shave                                    |
| 1967.  | Tko to kuca na moja vrata                        |
| 1970.  | Scene s ulice                                    |
| 1972.  | Boxcar Bertha                                    |
| 1973.  | Ulice zla                                        |
| 1974.  | Italianamerican                                  |
| 1974.  | Alice više ne stanuje ovdje                      |
| 1976.  | Taksist                                          |
| 1977.  | New York, New York                               |
| 1978.  | Posljednji valcer                                |
| 1980.  | Razjareni bik                                    |
| 1983.  | Kralj komedije                                   |
| 1985.  | U sitne sate                                     |
| 1986.  | Boja novca                                       |
| 1988.  | Posljednje Kristovo iskušenje                    |
| 1989.  | Njujorške priče                                  |
| 1990.  | Dobri momci                                      |
| 1991.  | Rt straha                                        |
| 1993.  | Doba nevinosti                                   |
| 1995.  | Casino                                           |
| 1997.  | Kundun                                           |
| 1999.  | Između života i smrti                            |
| 2002.  | Bande New Yorka                                  |
| 2004.  | Avijatičar                                       |
| 2005.  | No Direction Home: Bob Dylan                     |
| 2006.  | Pokojni                                          |
| 2008.  | Vječni sjaj                                      |
| 2010.  | Otok Shutter                                     |
| 2011.  | Hugo                                             |
| 2013.  | Vuk s Wall Streeta                               |
| 2016.  | Šutnja                                           |
| 2019.  | Irac                                             |
| 2023.  | Ubojice cvjetnog mjeseca                         |

### Izabrana filmografija (kao glumac)
| Godina | Film                    | Uloga                              |
| ------ | ----------------------- | ---------------------------------- |
| 1973.  | Ulice zla               | Jimmy Shorts (cameo)               |
| 1976.  | Taksist                 | Putnik u Travisovu taksiju (cameo) |
| 1978.  | Posljednji valcer       | on sam                             |
| 1983.  | Kralj komedije          | TV redatelj (cameo)                |
| 1986.  | Oko ponoći              | Goodley                            |
| 1990.  | Snovi                   | Vincent van Gogh                   |
| 1994.  | Kviz                    | Martin Rittenhome                  |
| 1999.  | Muza                    | on sam                             |
| 1999.  | Između života i smrti   | dispečer                           |
| 2004.  | Riba ribi grize rep     | Sykes (glas)                       |
| 2005.  | Bez oduševljenja, molim | on sam                             |
| 2008.  | Entourage               | on sam                             |

## Vanjske poveznice
- Martin Scorsese u internetskoj bazi filmova IMDb-u (engl.)
- Martin Scorsese Bibliography (via UC Berkeley)
- They Shoot Pictures, Don't They?
- Scorseseovi intervjui na BBC-u
- 1999 Princeton Q&A lecture  Arhivirana inačica izvorne stranice od 8. ožujka 2012. (Wayback Machine) (RealMedia video)
- Podcast: Scorsese Discusses His Digital Workflow Techniques
- Martin Scorsese Tops UGO's List for Best Uses of Classic Rock in Cinema  Arhivirana inačica izvorne stranice od 11. prosinca 2007. (Wayback Machine)
- Literatura